# Stade de football de Myyrmäki
Le stade de football de Myyrmäki (en finnois : Myyrmäen jalkapallostadion) est le stade de football du quartier de Myyrmäki à Vantaa en Finlande.

## Présentation
Le stade sert de terrain de base au PK-35 Vantaa, qui joue dans le championnat de Finlande féminin de football, et Taft Vantaa, qui joue dans le championnat de Finlande de football américain. La capacité du stade est de 4 600 spectateurs.  

## Histoire
La première phase de construction du stade a été achevée en juin 2000. 
Le stade est en fait un stade de football, mais il peut être converti à d'autres usages en fonction de l'événement. 
La tribune principale du stade compte 2 250 places couvertes. 
La deuxièmee tribune, construite dans la deuxième phase en 2001-2002, compte 2 050 places.
Le 20 mai 2007, la société des installations sportives Kiinteistö Oy Länsi-Vantaa, propriété de la ville de Vantaa, a acheté les structures des tribunes du stade de football Myyrmäki à Metsä Group.

## Records
- 30 avril 2003 Finlande - Islande, 4005 spectateurs, match d'entraînement masculin
- 23 juillet 2003 Helsingin Jalkapalloklubi – Glentoran FC , 4270 spectateurs, Ligue des Champions 1er tour de qualification 2003-2004
- 29 septembre 2005 Myllykosken Pallo-47 – Grasshopper-Club Zürich, 4101 spectateurs, 1er tour de la Coupe UEFA 2005-2006

## Galerie

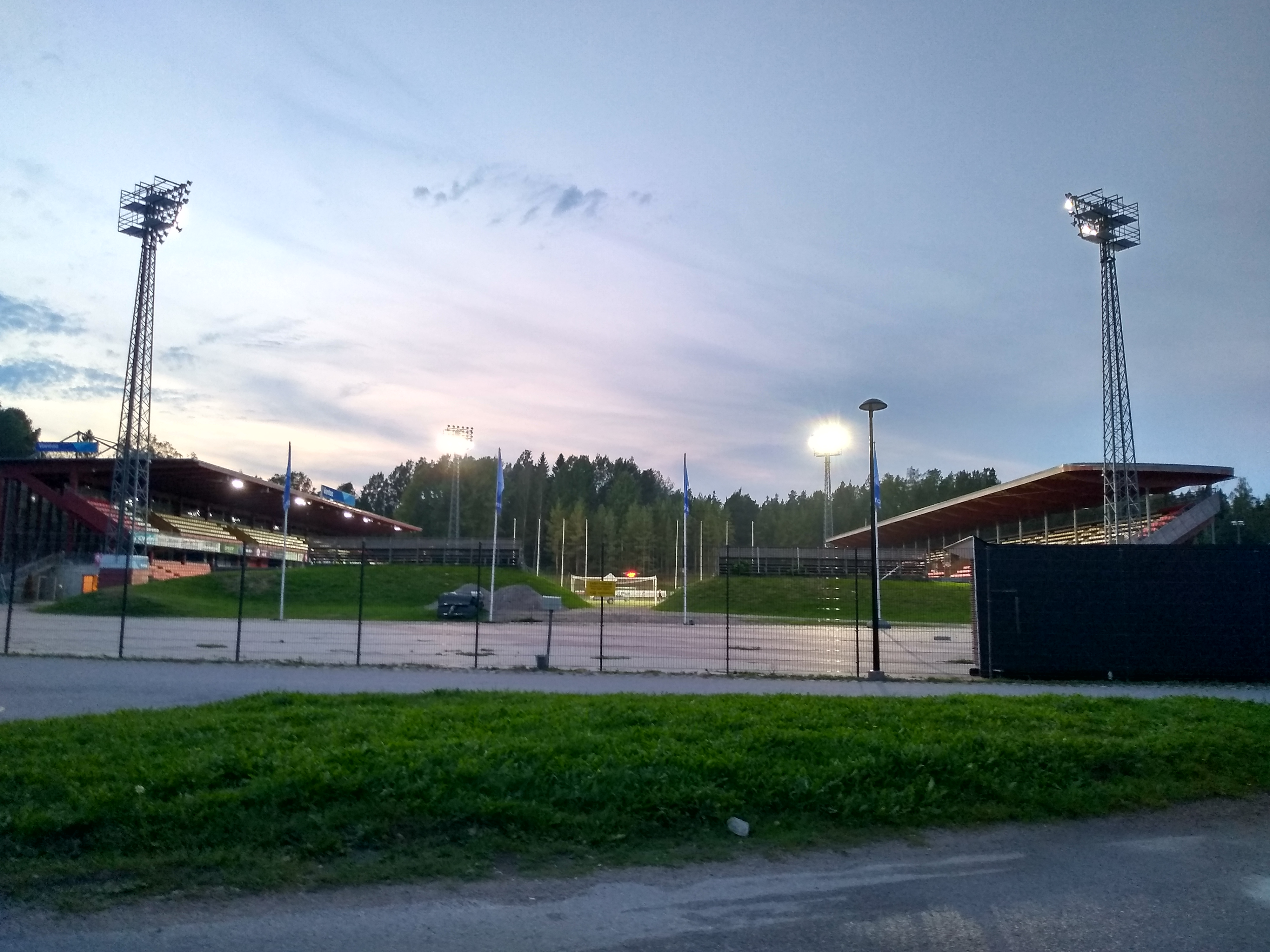
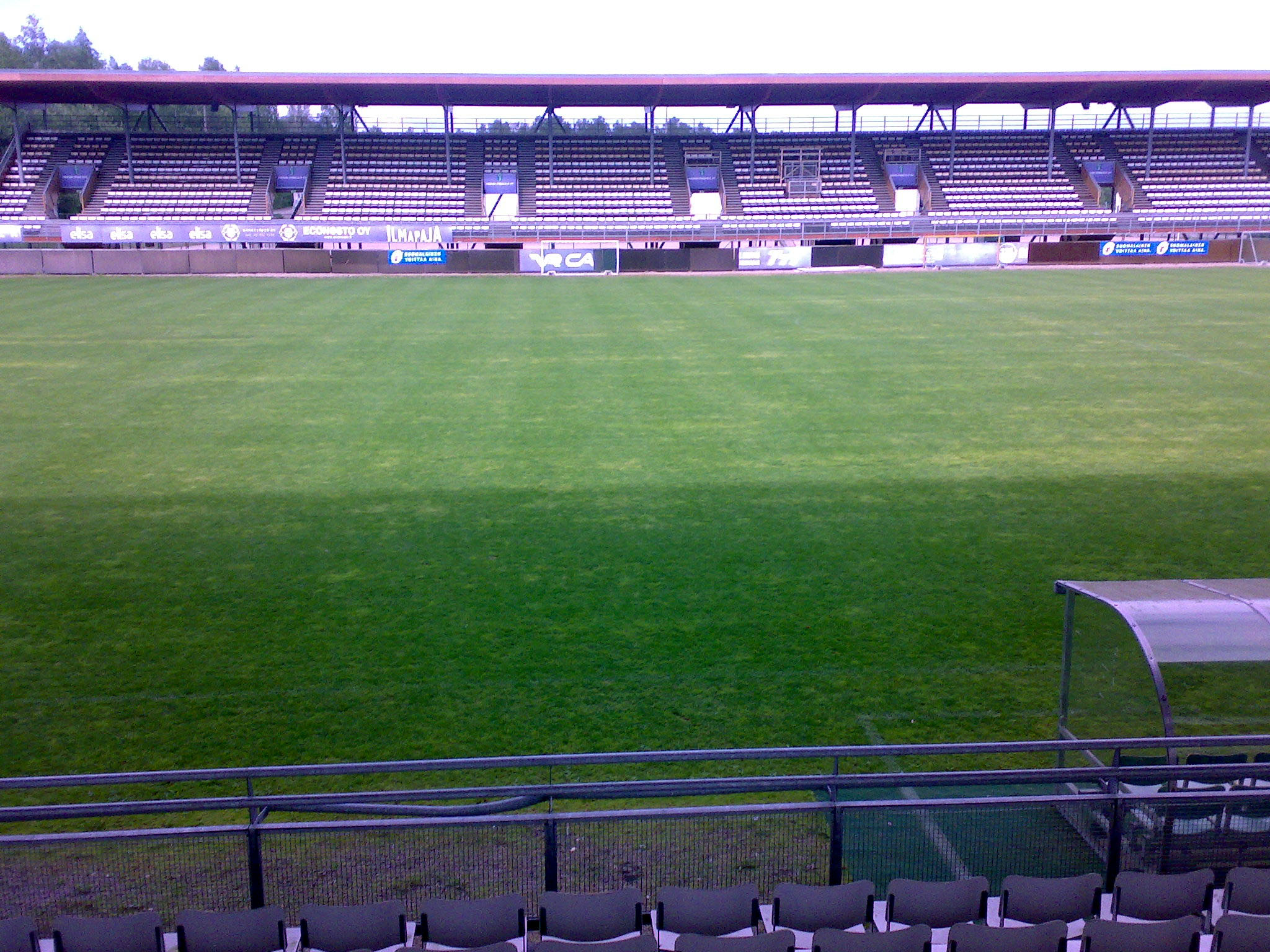
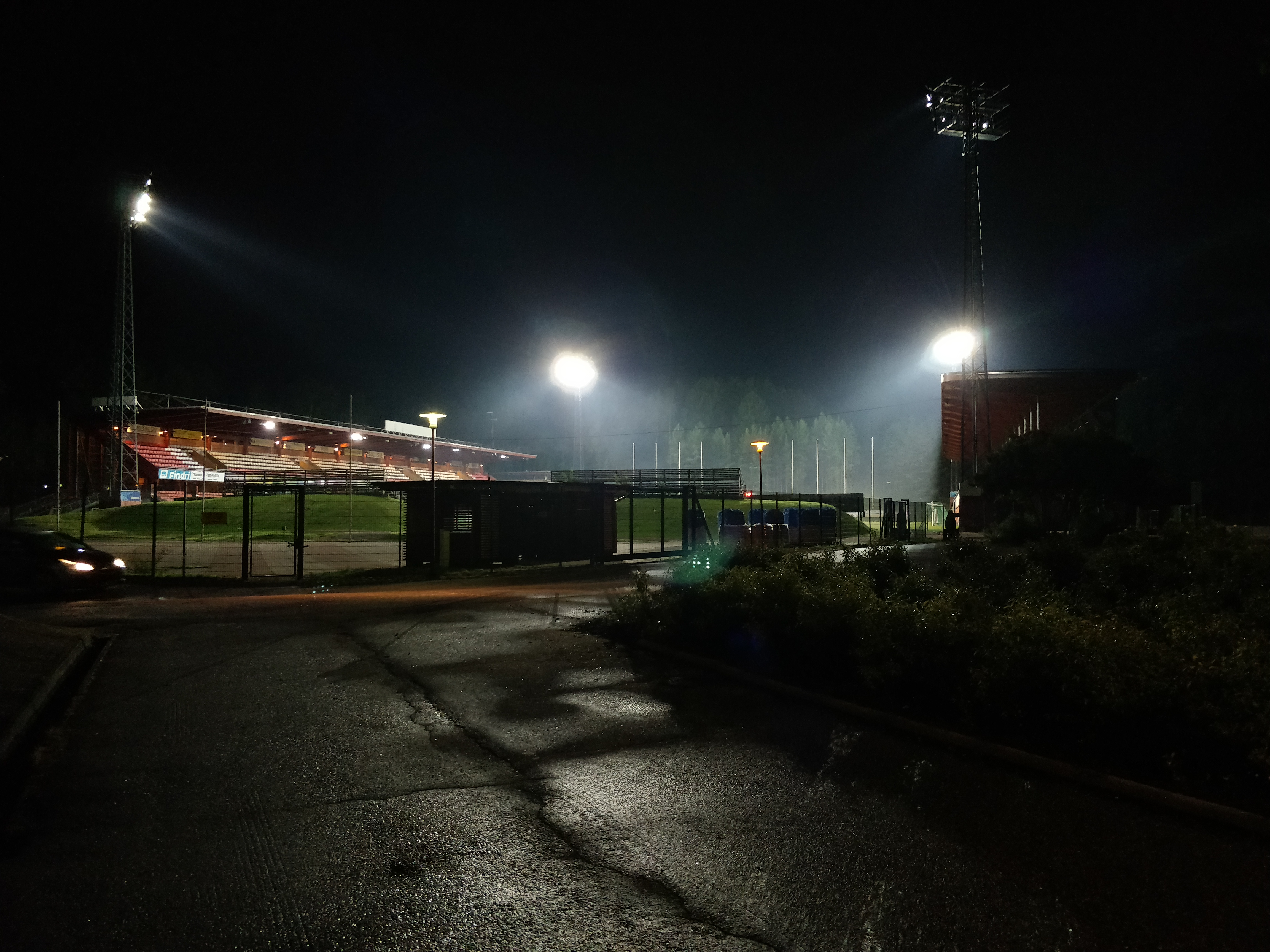